# Lanner (Cornouailles)
Pour les articles homonymes, voir Lanner.
Lanner est une paroisse civile et un village des Cornouailles, en Angleterre.